# Christophe Mouton
Pour les articles homonymes, voir Mouton (homonymie).
Œuvres principales
- Un garçon sans séduction, Feuilles de calcul (roman)
- Notre Mariage, Faire-part (roman)
- Cocaïne, Business-model (roman)
- Excursion dans les bas-fonds, Direction artistique (roman)
- Consister à vivre, (roman)

Christophe Mouton, né le 13 mai 1973 est un écrivain français, également réalisateur.

## Biographie
Étudiant de l'Institut d'études politiques de Paris puis de l'École normale supérieure de Cachan, Christophe Mouton a commencé sa carrière active dans le journalisme et la publicité, avant de devenir écrivain, il a notamment écrit le roman Cocaïne.

## Œuvres

### Consister à vivre,première partie: Perversion(2020)
Roman.

### Excursion dans les bas-fonds,Direction artistique(2016)
Roman.

### Cocaïne,Business-model(2014)
«Roman d’apprentissage euphorisant et toxique», «Illusions perdues contemporain» Cocaïne, Business model
suit les traces d’un  jeune dealer passant «de sa cité aux quartiers 
bobos par sa connaissance des techniques de management modernes, 
apprises sur les bancs des écoles fréquentées par ses cibles».

«Constant mitraillage des faux semblant, de la comédie que chacun se joue et joue avec les autres», « Mélangeant Scarface et Schumpeter» ce «saisissant portrait de la société contemporaine» a pu être vu comme «Généreux, républicain même» ou au contraire comme «Féroce (…) et (…) profondément choquant» ou «Implacable et hautement jubilatoire». 

« Un tiers du roman couvre une soirée de la vie de Tarek, en temps réel, d’une fête à une autre, d’un appartement à un bureau, défilé de clients avides de drogue, ou de ce que la drogue, celle-ci en particulier (la cocaïne) implique pour l’image de soi(...). La suite est un retour en arrière mais à vrai dire un approfondissement de tout ce que le début a raconté sur l’époque. Récit d’une vocation et d’une conquête progressive de la reconnaissance et de la fortune, le roman se transforme de miroir promené le long des chemins de la branchitude parisienne en parabole sur l’insertion sociale paradoxale d’un jeune banlieusard à l’heure où la société entière parait s’effilocher. Arrivé à la fin – retour au présent, le destin de Tarek se noue(...) – le lecteur qui se sera beaucoup amusé, se retrouvera glacé par son propre rire, désappointé peut-être, furieux parfois, symptômes d’une réussite littéraire qui va bien au-delà d’une efficacité narrative pourtant impressionnante »

— Florent Georgesco  

### Notre mariage,Faire-part(2013)
Plus classique dans sa forme narrative Notre Mariage, Faire-part, est le récit d’un jeune homme invité au mariage de son ex. Au long flash-back mêlé à l’action constituant la deuxième partie du roman près, le seul effet littéraire de construction est de n’y faire apparaître qu’une seule fois dans tout le livre des prénoms ou des noms de personnages; ceux de la future mariée, Camille, Alice, Marie, au moment où le maire demande à celle-ci si elle veut prendre son « homme en blanc »  pour époux. 

« Dans cette sorte de lettre adressée à la mariée, Christophe Mouton raconte l’histoire passée et avec elle l’aventure … d’un de ces hommes qui vivent en bande, accoudés au bar, à la recherche de filles qui ne resteront pas, et déjà en fuite ..(à)... l’idée du couple »

— Claire Castillon .
 En un « équilibre subtil entre l'émotion et les sarcasmes » , le narrateur cherche à comprendre ce qui l’unit encore à cette fille, et quelle place lui donner (expliquant le sous-titre de l’ouvrage : Faire part), pendant la soirée de mariage et le retour à Paris.

### Un garçon sans séduction,Feuilles de Calcul(2012)
Ce « manuel de combat contre les gagnants, rédigé par un expert-comptable du sentiment, un professeur de mélancolie arithmétique » (Frédéric Beigbeder)  est le récit d’un jeune ingénieur des Ponts et Chaussées, Thomas Loiseau écarté par son ex. Sybille, une diplômée de l’Essec et analyste de marché. Thomas va essayer de comprendre pourquoi elle l’a quitté. Parce qu’elle était une financière, la première explication qui vient à Thomas est économique. Il va donc tenter de comprendre l’écart entre la valeur de Sybille et la sienne sur le marché de l’amour. Ce faisant, ingénieur dans l’âme, il va commencer à construire (notamment en tableaux Excel, d’où le sous-titre de l’ouvrage ; Feuilles de calcul) un modèle de ce qui fait le prix de quelqu’un sur ce marché. Puis, il se rendra compte que comme sur un marché classique, on peut tricher et mentir pour que la valeur perçue par le client soit supérieure à la valeur réelle du produit, mais qu’à la différence de marchés plus légalement encadrés, on peut aussi utiliser la violence pour faire naitre l’amour ou le désir, c’est-à-dire séduire. Entre analyse économique, Gender Studies à la française et « traité de maintien » (Jacques Lovichi), ce roman où l’action la plus marquante consistera à descendre chercher du pain à la boulangerie a pu dérouter   ou enthousiasmer par « un style digne de nos plus grands moralistes », (Fréderic Beigbeder) ou « l’intelligent plaisir » qu’on y prend  (Jacques Lovichi), certains y voyant la « suite oulipienne à l’Extension du domaine de la lutte de Michel Houellebecq » (Jacques Braustein),,.

## Autres
Il a également réalisé quelques courts-métrages.
Il a fait partie de la « bande de sciences Po »  qui avait pris d’assaut le journal Technikart. Il a créé la rubrique d’ouverture du magazine nommé « Micropoints », aujourd'hui devenu « Micropoing ».
Il a été concepteur rédacteur chez TBWA ,  puis chez Australie ,, et BETC  ,,,. Il a été un habitué des Prix Effie d’efficacité publicitaire en 2003 pour « les antibiotiques c’est pas automatique » (- 25 % de prescriptions en France),, pour BNP K2 (produit financier à subprimes : 850 M d’euros seront souscrits en 8 semaines) , et en 2008 pour le lancement de Badoit rouge (3,1 % de Part de marché).
Il a été rédacteur en chef du magazine Blast.

### Romans
- Un garçon sans séduction, Feuilles de calcul, Julliard, 2012  (ISBN 2-260-01994-3)
- Notre Mariage, Faire-part, Julliard, 2013  (ISBN 2-260-02074-7)
- Cocaïne, Business-model, Julliard, 2014  (ISBN 2-260-02121-2)
- Excursion dans les bas-fonds, Direction artistique, Fayard, 2016  (ISBN 978-2-213-70039-7)
- Consister à vivre, Première partie: Perversion, Fayard, 2020  (ISBN 978-2-213-71665-7)